# دهستان جامخار
دهستان جامخار (به لاتین: Jamkhar Gewog) یک دهستان در کشور بوتان است که در ناحیهٔ تراشیانگتس واقع شده‌است.